# Morton A. Kaplan
Morton A. Kaplan (* 9. Mai 1921 in Philadelphia; † 26. September 2017 in Chicago) war ein US-amerikanischer Politikwissenschaftler und Hochschullehrer.

## Leben und Wirken
Morton A. Kaplan studierte Politikwissenschaft zunächst an der Temple University und legte 1943 die Bachelorprüfung dort ab. Von 1943 bis 1946 diente er anschließend als Soldat der U.S. Army im Zweiten Weltkrieg. Nach 1946 setzte er sein Studium fort und promovierte 1951 an der Columbia University zum PhD. In der Zeit von 1951 bis 1956 unterrichtete er an der Ohio State University und am Haverford College, außerdem war er Mitarbeiter der Brookings Institution. Im Jahre 1956 begann seine jahrzehntelange akademische Tätigkeit an der University of Chicago, wo er als Professor bis zum Eintritt in den Ruhestand 1991 lehrte. Kaplan entwickelte sich zu einem sehr namhaften Experten auf dem Gebiet der Internationalen Beziehungen und publizierte hierüber, wobei er auf diesem Gebiet gern die Systemanalyse anwendete.
Neben seiner akademischen Tätigkeit an der University of Chicago wirkte Kaplan in zahlreichen fachwissenschaftlichen Gremien mit, sowohl im Inland als auch weltweit. Neben seiner Mitarbeit in den Redaktionen namhafter Zeitungen wie der "Washington Times" leitete Kaplan einige Zeit als Präsident die Professors World Peace Academy.

## Veröffentlichungen (Auswahl)
- (mit  William Reitzel u. Constance G. Coblenz): United States foreign policy 1945–1955. Brookings Institution, Washington, D.C. 1956.
- System and process in international politics. Wiley, New York 1957 (2. Aufl. 1967).
- (mit Nicholas de B. Katzenbach): The political foundations of international law. Wiley, New York 1961.
- (Hrsg.): The revolution in world politics. Wiley, New York 1962.
- (Hrsg.): New approaches to international relations. St. Martin's Press, New York 1968.
- Macropolitics. Selected essays on the philosophy and science of politics. Aldine, Chicago 1969.
- On historical and political knowing. An inquiry into some problems of universal law & human freedom. Chicago University Press, Chicago 1971, ISBN 0-226-42420-0.
- (Hrsg.): SALT. Problems and prospects. General Learning Press, Morristown, NJ 1973.
- Strategic thinking and its moral implications. Univ. of Chicago, Center for Policy Study, Chicago 1973.
- The rationale for NATO. European collective security – past and future (= AEI Hoover policy studies, Bd. 8). American Enterprise Institution, Washington, D.C. 1973, ISBN 0-8447-3107-2.
- (Hrsg.): Isolation or interdependence?  Today's choices for tomorrow's world. The Free Press, New York 1975.
- Alienation and identification. The Free Press, New York 1976, ISBN 0-02-916790-6.
- Justice, human nature, and political obligation. The Free Press, New York 1976, ISBN 0-02-916890-2.
- (mit Kinhide Mushakoji): Japan, America, and the future world order. Free Press, New York 1976.
- The life and death of the cold war. Selected studies in postwar statecraft. Nelson-Hall, Chicago 1976, ISBN 0-88229-335-4.
- (Hrsg.): The many faces of communism. Free Press, New York 1978, ISBN 0-02-917230-6.
- Towards professionalism in international theory. Macrosystem analysis. Free Press, New York 1979, ISBN 0-02-916750-7.
- (Hrsg.): Global policy. A challenge for the 80s. Washington Inst. for Values in Public Policy, Washington, D.C. 1984.
- (Hrsg.): Consolidating peace in Europe. A dialoge between East and West. Paragon House Publ. New York 1987, ISBN 0-943852-34-X.
- Science, language and the human condition. Paragon House, New York 1989, ISBN 0-913729-01-9.
- (mit Inanna Hamati-Ataya): Transcending postmodernism. Palgrave Macmillan, Basingstoke 2014, ISBN 1-137-35856-4.